# Ferekalsi Debesay
Fregalsi Debesay Abrha (Tsazega, 10 de junio de 1986) es un ciclista eritreo que fue miembro del equipo MTN Qhubeka desde 2012 hasta 2014. Su hermano Mekseb Debesay también fue ciclista profesional.

## Palmarés
2007
- 2.º en los Juegos Panafricanos en Ruta

2009
- 2 etapas del Tour de Egipto

2010
- 2 etapas del Tour de Ruanda

2011
- Campeonato de Eritrea en Ruta
- 2.º en el Campeonato de Eritrea Contrarreloj

2012
- 3.º en el Campeonato Africano en Ruta

2014
- 1 etapa de la Tropicale Amissa Bongo[1]